# Dragovo (Rekovac)
Pour les articles homonymes, voir Dragovo.
Dragovo (en serbe cyrillique : Драгово) est un village de Serbie situé dans la municipalité de Rekovac, district de Pomoravlje. Au recensement de 2011, il comptait 883 habitants.
Dragovo est situé sur les bords de la Županjevačka reka, un des bras qui forment le Lugomir, un affluent de la Velika Morava.

## Démographie

### Évolution historique de la population
| 1948  | 1953  | 1961  | 1971  | 1981  | 1991  | 2002  | 2011 |
| ----- | ----- | ----- | ----- | ----- | ----- | ----- | ---- |
| 2 333 | 2 324 | 2 093 | 1 854 | 1 608 | 1 509 | 1 125 | 883  |

|  |